# Шилово (Добрывичская волость)
Шилово — деревня на севере Бежаницкого района Псковской области. Входит в состав сельского поселения муниципальное образование «Добрывичская волость».
Расположена в 30 км к северу от райцентра Бежаницы; на железной дороге Новосокольники — Бежаницы — Дедовичи — Дно (остановочный пункт 326 км).

## Население
Численность населения деревни по состоянию на 2000 год составила 267 жителей.

## История
До 2005 года была административным центром ныне упразднённой Шиловской волости.